# Vraignes-en-Vermandois
Vraignes-en-Vermandois (en picard : Vrainne-in-Vermandos) est une commune française située dans le département de la Somme, en région Hauts-de-France.

## Géographie

### Localisation

#### Communes limitrophes
| Bouvincourt-en-Vermandois | Hancourt               |         |
| Estrées-Mons              | Vraignes-en-Vermandois | Pœuilly |
| Monchy-Lagache            | Tertry                 |         |

### Description

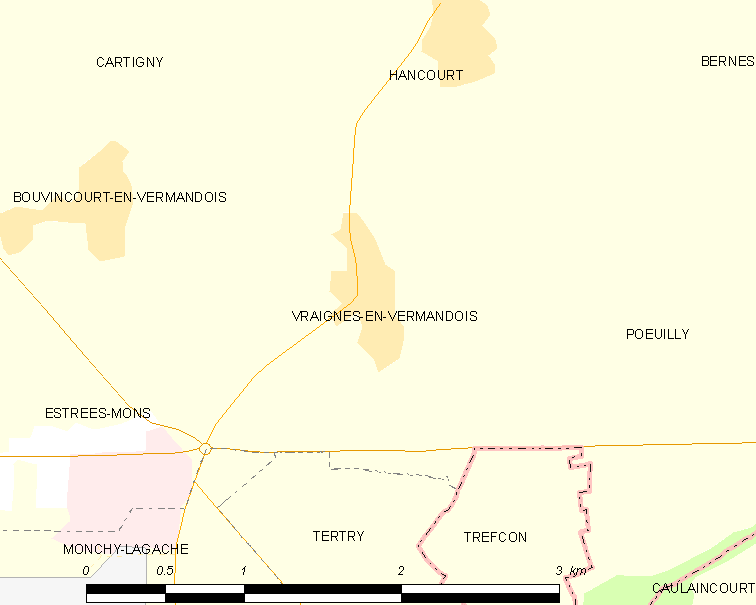
Carte de la commune.

Le village fait partie de l'aire linguistique du picard, et est appelée Vrainne-in-Vermandos dans cette langue.

### Nature du sol et du sous-sol
Le sol de la commune est de nature argileuse. À l'est, le sous-sol est pierreux.

### Relief, paysage, végétation
Le relief de la commune est uniformément plat sur la plus grande partie du territoire constitué par un plateau. À l'est, se trouvent quelques petites collines.

### Hydrographie
La commune est située dans le bassin Artois-Picardie. Elle n'est drainée par aucun cours d'eau.

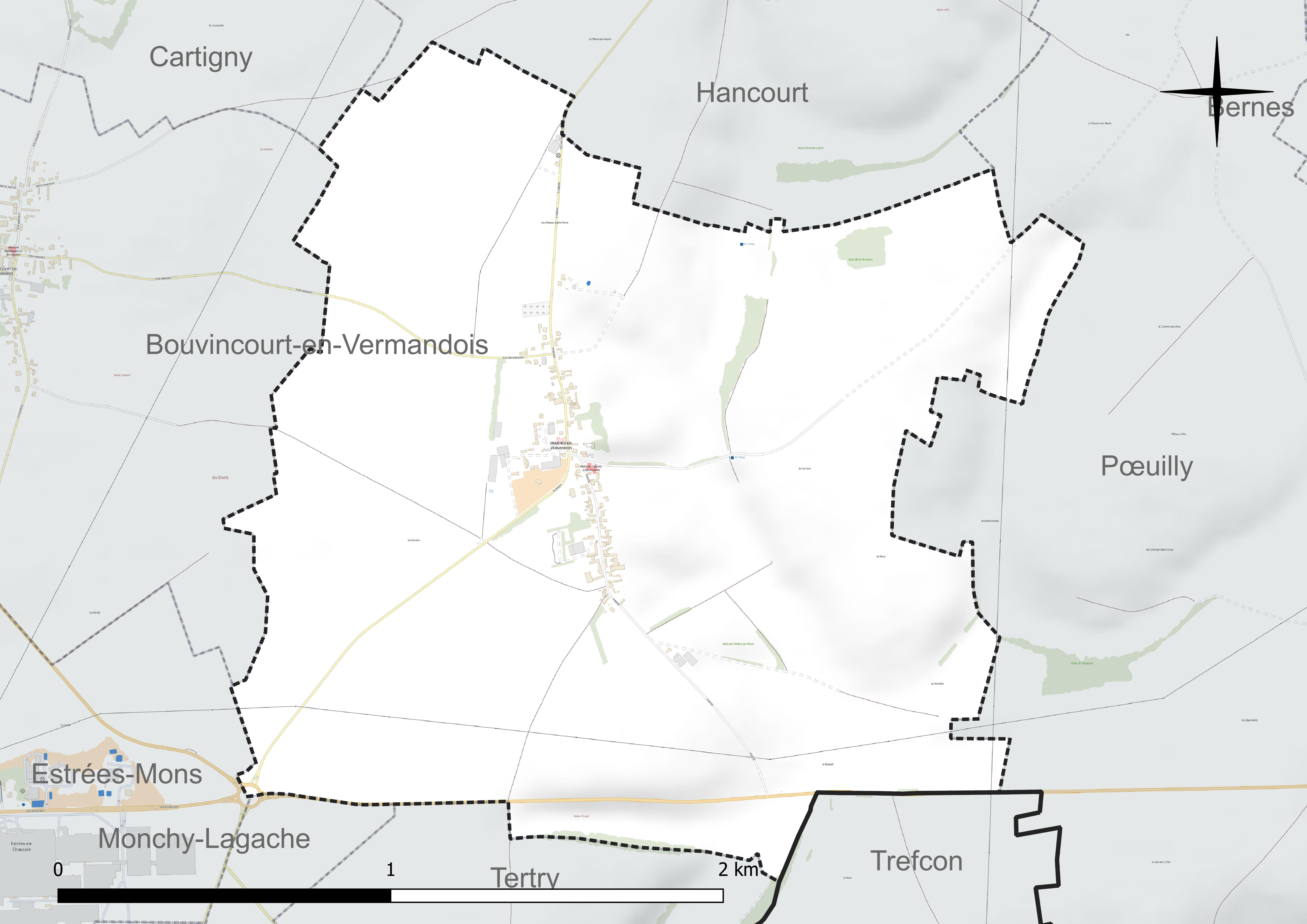
Réseau hydrographique de Vraignes-en-Vermandois.

### Climat
Pour des articles plus généraux, voir Climat des Hauts-de-France et Climat de la Somme.
En 2010, le climat de la commune est de type climat océanique dégradé des plaines du Centre et du Nord, selon une étude du CNRS s'appuyant sur une série de données couvrant la période 1971-2000. En 2020, Météo-France publie une typologie des climats de la France métropolitaine dans laquelle la commune est exposée à un climat océanique et est dans la région climatique Nord-est du bassin Parisien, caractérisée par un ensoleillement médiocre, une pluviométrie moyenne régulièrement répartie au cours de l'année et un hiver froid (3 °C).
Pour la période 1971-2000, la température annuelle moyenne est de 10,3 °C, avec une amplitude thermique annuelle de 14,4 °C. Le cumul annuel moyen de précipitations est de 698 mm, avec 11,5 jours de précipitations en janvier et 9 jours en juillet. Pour la période 1991-2020, la température moyenne annuelle observée sur la station météorologique la plus proche, située sur la commune d'Estrées-Mons à 4 km à vol d'oiseau, est de 11,0 °C et le cumul annuel moyen de précipitations est de 647,5 mm,. Pour l'avenir, les paramètres climatiques de la commune estimés pour 2050 selon différents scénarios d'émission de gaz à effet de serre sont consultables sur un site dédié publié par Météo-France en novembre 2022.
| Mois                                  | jan.           | fév.             | mars           | avril           | mai           | juin          | jui.           | août           | sep.          | oct.          | nov.            | déc.           | année      |
| ------------------------------------- | -------------- | ---------------- | -------------- | --------------- | ------------- | ------------- | -------------- | -------------- | ------------- | ------------- | --------------- | -------------- | ---------- |
| Température minimale moyenne (°C)     | 1,3            | 1,4              | 3,3            | 5,1             | 8,5           | 11,2          | 13             | 13             | 10,4          | 7,8           | 4,5             | 1,9            | 6,8        |
| Température moyenne (°C)              | 3,7            | 4,3              | 7,3            | 10,1            | 13,6          | 16,4          | 18,7           | 18,6           | 15,5          | 11,6          | 7,3             | 4,3            | 11         |
| Température maximale moyenne (°C)     | 6,1            | 7,2              | 11,2           | 15,1            | 18,6          | 21,6          | 24,4           | 24,3           | 20,5          | 15,4          | 10,1            | 6,6            | 15,1       |
| Record de froid (°C) date du record   | −15,8 07.01.09 | −12,7 07.02.1991 | −10,2 13.03.13 | −3,3 21.04.1991 | −1 07.05.1997 | 1,5 05.06.12  | 4,6 11.07.1993 | 4,6 29.08.1989 | 0,7 30.09.18  | −4,8 29.10.03 | −9,1 24.11.1998 | −12,5 18.12.10 | −15,8 2009 |
| Record de chaleur (°C) date du record | 14,7 09.01.15  | 18,6 26.02.19    | 24 31.03.21    | 27 20.04.18     | 30,9 28.05.17 | 34,9 18.06.22 | 41,9 25.07.19  | 38,4 12.08.03  | 34,4 15.09.20 | 27,6 01.10.11 | 19,8 07.11.15   | 16,6 07.12.00  | 41,9 2019  |
| Précipitations (mm)                   | 49,6           | 43,8             | 45,8           | 37,1            | 58,8          | 59,8          | 56,6           | 65,2           | 51,3          | 58,2          | 57,9            | 63,4           | 647,5      |

## Urbanisme

### Typologie
Au 1er janvier 2024, Vraignes-en-Vermandois est catégorisée commune rurale à habitat dispersé, selon la nouvelle grille communale de densité à sept niveaux définie par l'Insee en 2022.
Elle est située hors unité urbaine. Par ailleurs la commune fait partie de l'aire d'attraction de Péronne, dont elle est une commune de la couronne,. Cette aire, qui regroupe 52 communes, est catégorisée dans les aires de moins de 50 000 habitants,.

### Occupation des sols
L'occupation des sols de la commune, telle qu'elle ressort de la base de données européenne d'occupation biophysique des sols Corine Land Cover (CLC), est marquée par l'importance des territoires agricoles (93,7 % en 2018), une proportion identique à celle de 1990 (93,7 %). La répartition détaillée en 2018 est la suivante : 
terres arables (93,7 %), zones urbanisées (6,3 %). L'évolution de l'occupation des sols de la commune et de ses infrastructures peut être observée sur les différentes représentations cartographiques du territoire : la carte de Cassini (XVIIIe siècle), la carte d'état-major (1820-1866) et les cartes ou photos aériennes de l'IGN pour la période actuelle (1950 à aujourd'hui).

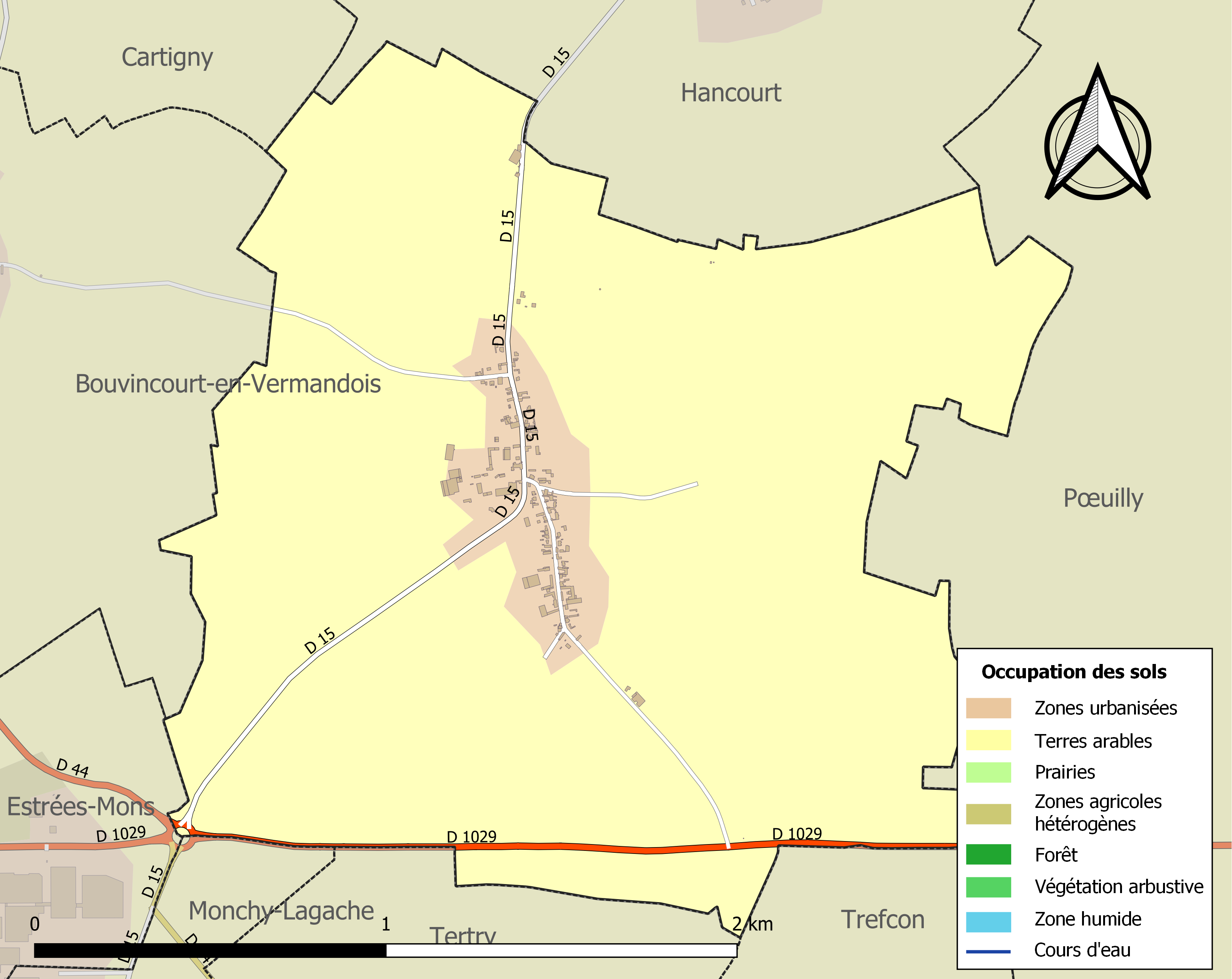
Carte des infrastructures et de l'occupation des sols de la commune en 2018 (CLC).

### Habitat
La commune présente un habitat groupé.

### Voies de communication et transports
Vraignes est situé sur la route départementale reliant Roisel à Nesle. Au sud, le territoire communal est traversé par la route reliant Amiens à Saint-Quentin, dite « Chaussée Brunehaut ».

#### Voies de communication et transports
En 2019, la localité est desservie par les autocars du réseau inter-urbain Trans'80, chaque jour de la semaine, sauf le dimanche et les jours fériés (ligne no 49, Péronne - Roisel - Saint-Quentin).

## Toponymie
Le nom de la localité est attesté sous les formes Verinne (1121) ; Verrignes (1177) ; Verrinæ (1181) ; Verrines (1285) ; Veraignes (1567) ; Veringue (1638) ; Verringnes (1662) ; Vuraine (1696) ; Vraines (1733) ; Vraignes (1744) ; Vraigne (1764).
Le sens du nom pourrait venir du terme roman verres désignant la toison des brebis, ou étable à verrats.
Le Vermandois est une région constituée d'une plaine crayeuse et de mamelons sableux. Traversée par la Somme, elle comprend également des zones humides en particulier aux environs des deux villes principales : Saint-Quentin et Vermand.

## Histoire

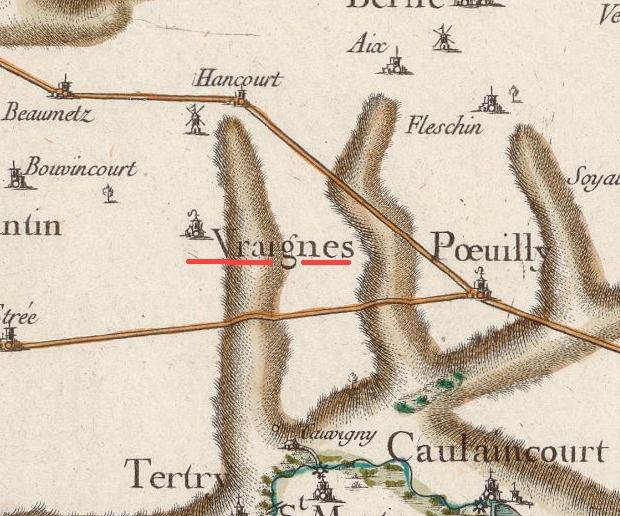
Carte de Cassini du secteur
(vers 1750)

### Moyen Âge
L'abbaye Saint-Barthélémy possédait la terre de Vraignes. En 1191, la présence d'une métairie est signalée dans un document écrit pour une transaction entre l'Abbaye Saint-Barthélemy de Noyon et Rainaud de Magny.
Un prieuré de la congrégation d'Arrouaise existait à Vraignes.

### Époque moderne
En 1660, Nicolas de Lille devint prieur à Vraignes et le resta pendant plus de trente ans. L'abbaye Saint-Barthélémy de Noyon et le marquis d'Havrincourt étaient seigneurs de Vraignes au XVIIIe siècle.

### Époque contemporaine

#### Première Guerre mondiale
De 1914 à 1917, Vraignes fut occupée par l'armée allemande jusqu'à son repli sur la ligne Hindenburg en février 1917. La commune repassa sous domination allemande de mars à septembre 1918.

#### Entre-deux-guerres
Après l'armistice, Thérèse Papillon, infirmières aux armées pendant la Grande Guerre, arriva à Vraignes et se mit dix-huit mois au service des populations sinistrées de l'Est du département de la Somme avant de s'installer à l'abbaye de Valloires pour y fonder un établissement pour enfants.
La reconstruction du village de Vraignes détruit pendant la guerre fut supervisée par l'architecte Louis Faille chargé de la reconstruction du canton de Roisel.

#### Seconde Guerre mondiale
Le 29 août 1944, au sud du territoire de la commune de Vraignes-en-Vermandois, en bordure de la route Amiens-Saint-Quentin, des résistants prisonniers des Allemands furent sommairement exécutés, un seul parvint à survivre. Onze résistants FTPF de Guise (Aisne), détenus à Saint-Quentin (Aisne) furent transférés à Péronne et de là, sous prétexte de manque de place, redirigés vers Saint-Quentin. Arrivés au sud du village de Vraignes, au lieu-dit « la Vallée perdue », les Allemands les firent descendre du camion qui les transportait et les abattirent. Deux prisonniers parvinrent à s'enfuir, l'un d'eux fut mortellement blessé, le second survécut et put faire le récit de cette tragédie.
Un monument a été érigé sur le lieu de la fusillade avec cette dédicace gravée : « La commune de Vraignes à la Mémoire des victimes de la barbarie nazie le 29 août 1944 ».

## Politique et administration
| Période                                  | Période                      | Identité     | Étiquette      | Qualité                                                                                               |
| ---------------------------------------- | ---------------------------- | ------------ | -------------- | --- |
| Les données manquantes sont à compléter. |                              |              |                | |
| mars 2001                                | 2008                         | José Plaquet |                | |
| mars 2008                                | En cours (au 8 octobre 2020) | Maryse Fagot | Nouveau Centre | Conseillère régionale de Picardie puis des Hauts-de-France (2010 → ) Réélue pour le mandat 2020-2026, |

## Population et société

### Démographie
Population antérieure : 52 feux en 1469 ; 30 feux en 1670 ; 40 feux en 1699 ; 42 feux en 1701 ; 57 en 1724 ; 44 en 1760 ; 78 feux en 1772.
L'évolution du nombre d'habitants est connue à travers les recensements de la population effectués dans la commune depuis 1793. Pour les communes de moins de 10 000 habitants, une enquête de recensement portant sur toute la population est réalisée tous les cinq ans, les populations de référence des années intermédiaires étant quant à elles estimées par interpolation ou extrapolation. Pour la commune, le premier recensement exhaustif entrant dans le cadre du nouveau dispositif a été réalisé en 2006.

En 2022, la commune comptait 132 habitants, en évolution de −8,33 % par rapport à 2016 (Somme : −1,26 %, France hors Mayotte : +2,11 %).
| 1793 | 1800 | 1806 | 1821 | 1831 | 1836 | 1841 | 1846 | 1851 |
| ---- | ---- | ---- | ---- | ---- | ---- | ---- | ---- | ---- |
| 316  | 324  | 324  | 331  | 350  | 320  | 329  | 327  | 313  |

| 1856 | 1861 | 1866 | 1872 | 1876 | 1881 | 1886 | 1891 | 1896 |
| ---- | ---- | ---- | ---- | ---- | ---- | ---- | ---- | ---- |
| 312  | 322  | 324  | 295  | 300  | 270  | 294  | 267  | 253  |

| 1901 | 1906 | 1911 | 1921 | 1926 | 1931 | 1936 | 1946 | 1954 |
| ---- | ---- | ---- | ---- | ---- | ---- | ---- | ---- | ---- |
| 264  | 266  | 258  | 201  | 199  | 195  | 209  | 199  | 198  |

| 1962 | 1968 | 1975 | 1982 | 1990 | 1999 | 2006 | 2011 | 2016 |
| ---- | ---- | ---- | ---- | ---- | ---- | ---- | ---- | ---- |
| 192  | 154  | 146  | 150  | 145  | 148  | 162  | 162  | 144  |

| 2021 | 2022 | - | - | - | - | - | - | - |
| ---- | ---- | - | - | - | - | - | - | - |
| 134  | 132  | - | - | - | - | - | - | - |

### Enseignement
Le village n'a plus d'école.
En 2020, l'aspect financier est géré par le syndicat scolaire de la Haute Somme (Sisco) concernant huit communes : Bernes, Pœuilly, Hancourt, Hervilly-Montigny, Hesbécourt, Vraignes-en-Vermandois, Villers-Faucon et Roisel. Le syndicat a la responsabilité de deux sites, avec deux classes maternelles à Bernes, et surtout neuf classes à Roisel, trois en maternelle et six en primaire.

## Économie

### Activités économiques et de services
L'activité économique de la commune est encore dominée par l'agriculture.

## Culture locale et patrimoine

### Lieux et monuments
- Église Saint-Pierre.
- Mairie.
- Monument aux morts.
- Calvaire.
- Statue à la Vierge, devant l'église. L'inscription « À Jésus par Marie, 1954 »[26].
- Monument à Hector Crinon : un premier buste, détruit lors de la guerre 1914-1918, œuvre du sculpteur Georges Tattegrain, a été inauguré le 5 juin 1892[27]. Un second buste en pierre, œuvre du sculpteur Pierre Bazin, a été érigé en 1972.
- La via Francigena qui part de Canterbury (Royaume-Uni) et mène à Rome traverse le village[28].

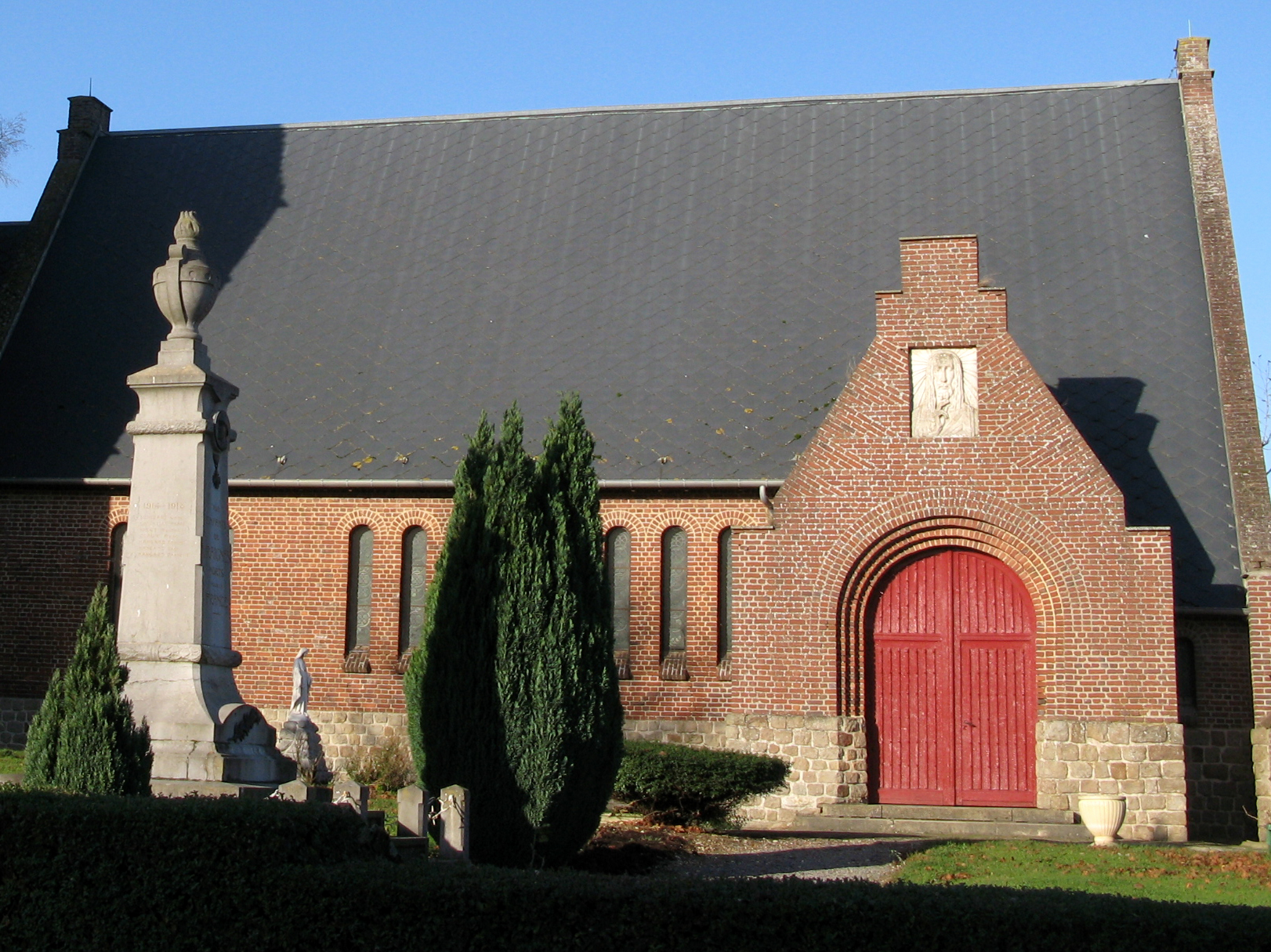
La nef de l'église et le monument aux morts, la statue de la Vierge.
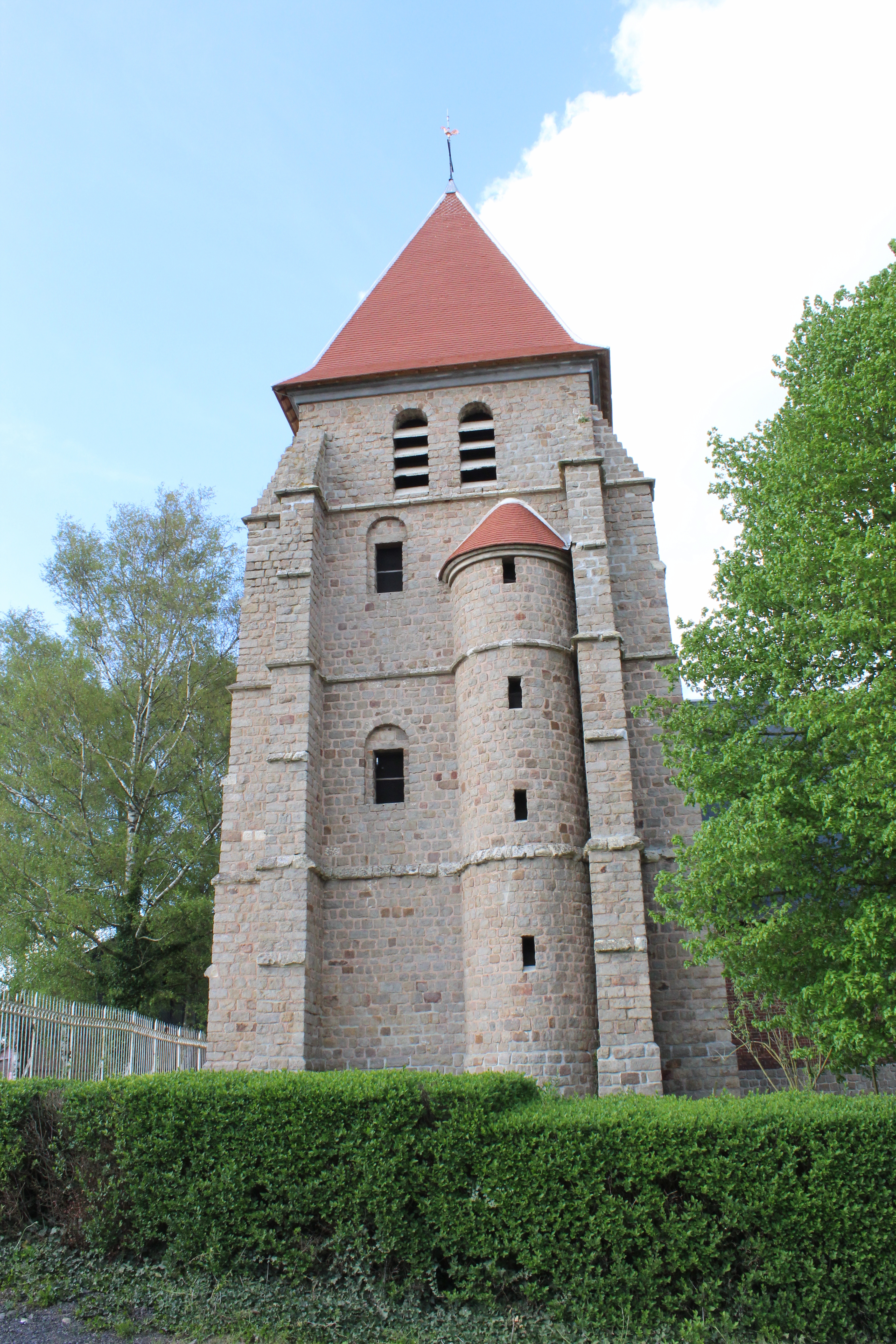
Le clocher de l'église.
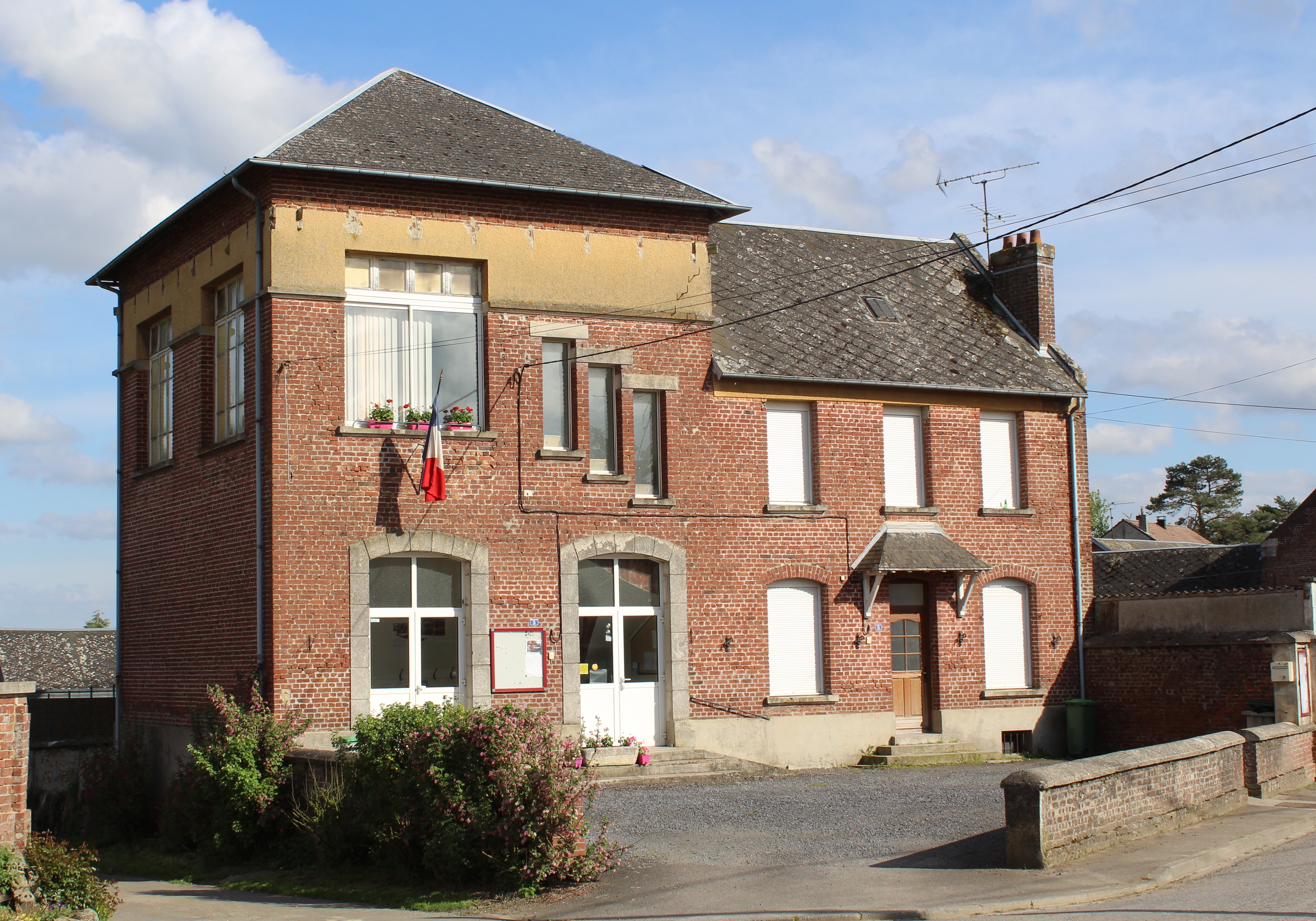
La mairie.
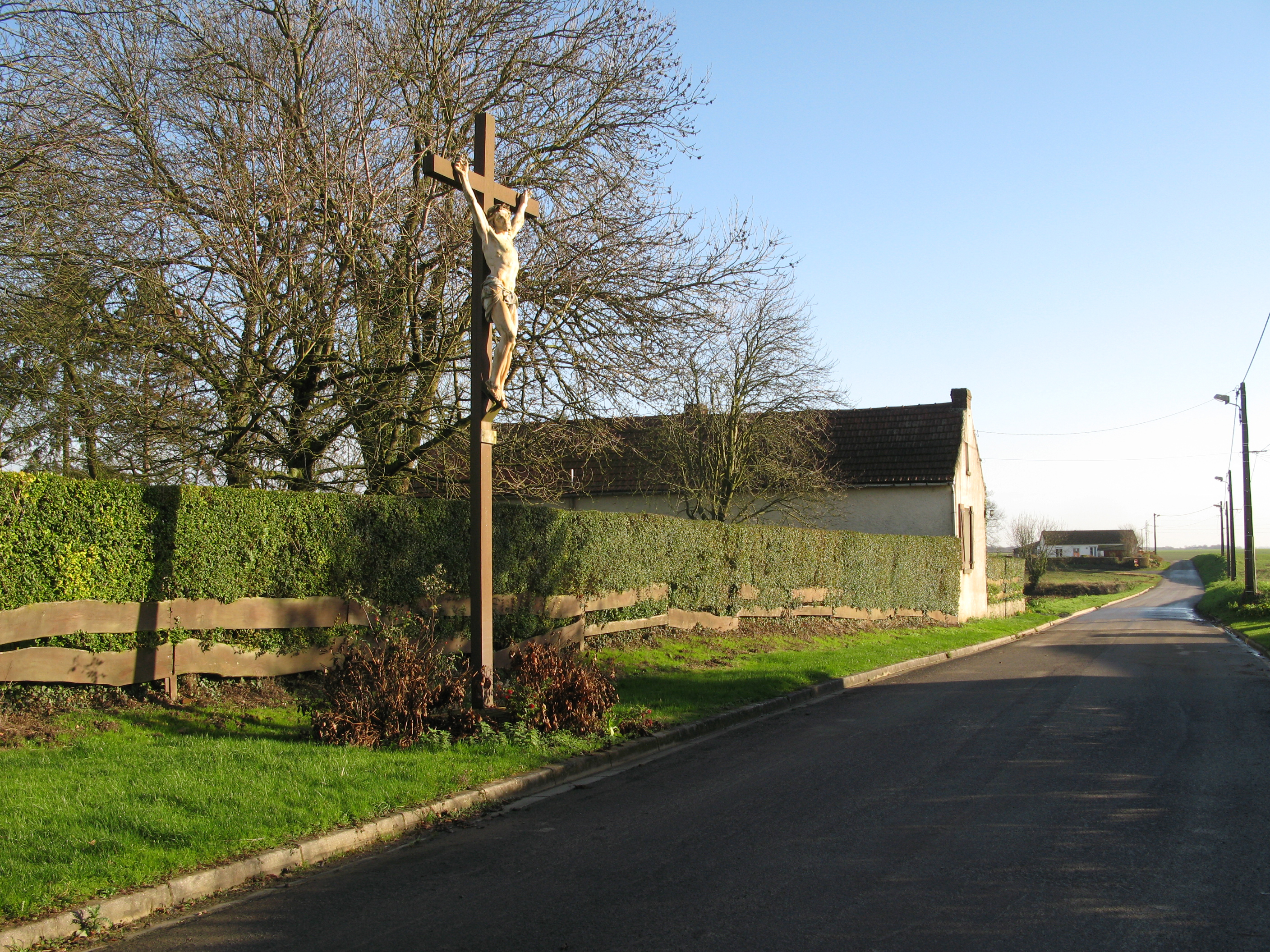
Calvaire à la sortie sud du village.
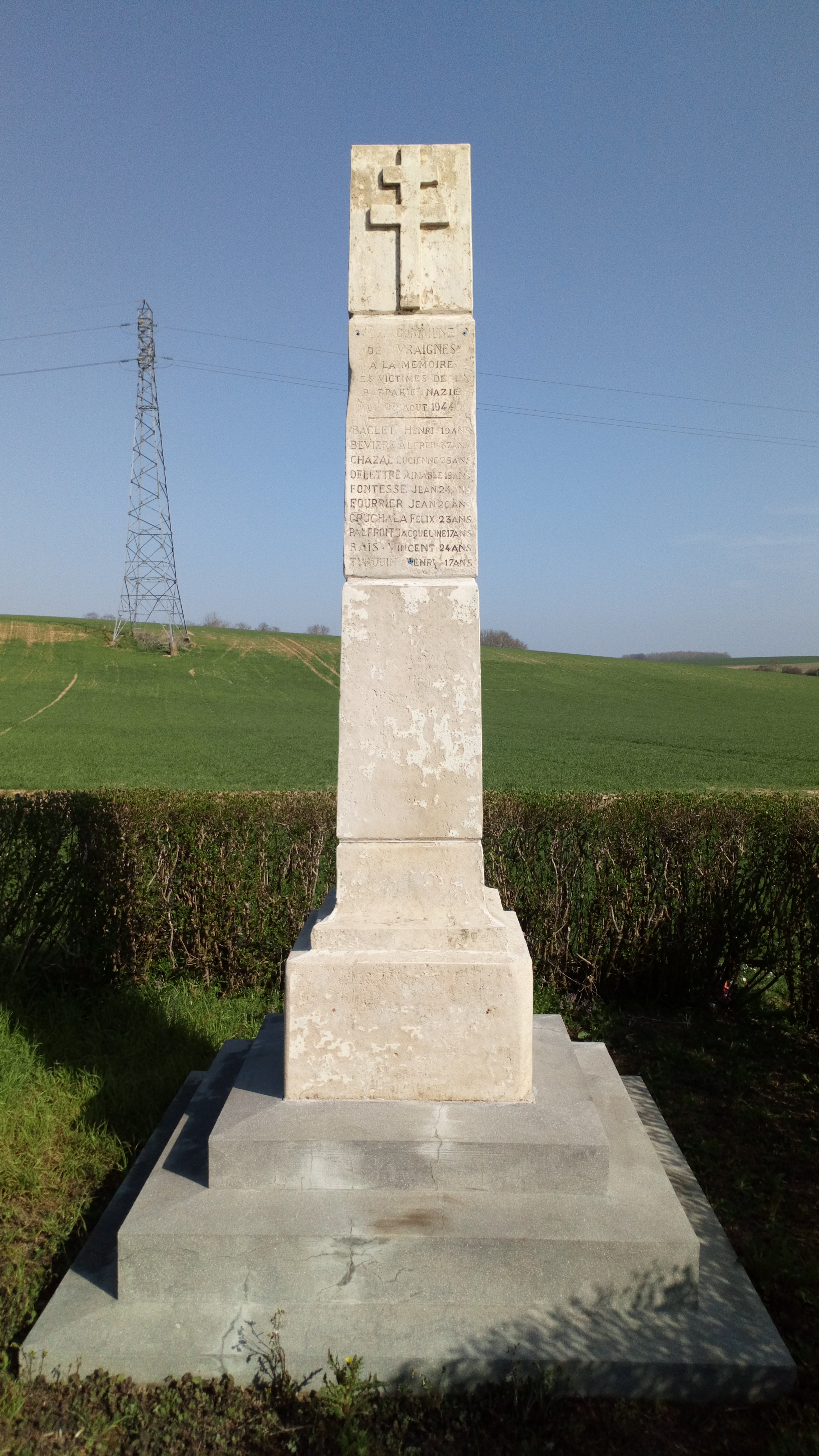
Monument aux résistants assassinés.

### Personnalités liées à la commune
- Hector Crinon (1807-1870), haricotier, sculpteur sur bois et poète d'expression picarde, est né et décédé à Vraignes. En 1863, il a écrit en picard : Les Satires picardes.

### Sobriquet des habitants
Blason populaire : pour leurs tenues excentriques et colorées, les habitants sont affublés du surnom collectif « chés djais huppès d'Vrainne » (les geais huppés de Vraignes).